# Skaraborgspartiet
Skaraborgspartiet var ett lokalt missnöjesparti som 2002 ställde upp i valet till regionfullmäktige i Västra Götaland, där man fick 7 442 röster.
Partiet hade som målsättning att avskaffa Västra Götalandsregionen och återbilda det gamla Skaraborgs län.
Man ansåg att det fanns ett utbrett missnöje med regionens vård och omsorg, som man ville kanalisera. 
Bland initiativtagarna fanns Stig Lagergren och andra personer tillhörande Mariestadspartiet.
I regionvalet 2006 kandiderade dessa istället för Sjukvårdspartiet Västra Götaland. 
Partibeteckningen Skaraborgspartiet avregistrerades på egen begäran den 15 augusti 2007.